# Homens da Matemática
Homens da Matemática (Men of Mathematics, em inglês) é um livro sobre a história da matemática publicado em 1937 pelo matemático e escritor de ficção científica americano nascido na Escócia, Eric Temple Bell (1883–1960). Após um breve capítulo sobre três matemáticos antigos, ele aborda a vida de cerca de trinta matemáticos europeus que viveram entre os séculos XVII e XIX. O livro é ilustrado por discussões matemáticas, com ênfase na matemática convencional.
Para manter o interesse dos leitores, o livro enfatiza os aspectos incomuns ou dramáticos da vida dos personagens. Men of Mathematics inspirou muitos jovens, incluindo John Forbes Nash Jr., Andrew Wiles, Julia Robinson e Freeman Dyson, a se tornarem matemáticos. A obra não pretende ter uma narrativa rigorosa ou ser historicamente precisa, e inclui muitos relatos anedóticos.

## Publicação
Em julho de 1935, Bell assinou um contrato com Simon e Schuster, para um livro intitulado The Lives of Mathematicians. Ele entregou o manuscrito no início de novembro de 1935, conforme ele havia prometido, mas ficou descontente quando os editores o fizeram cortar aproximadamente um terço dele (cerca de 125.000 palavras) e, para vinculá-lo ao livro Men of Art (de Thomas Craven), deram-lhe o título Men of Mathematics, do qual ele não gostou. Bell também estava descontente com o tempo que levaram para imprimi-lo: antes mesmo de receber seu primeiro exemplar impresso em março de 1937, ele havia escrito e impresso outro livro, The Handmaiden of the Sciences.

## Capítulos
O livro apresenta 28 capítulos, cada um apresentando um pouco sobre a vida e os estudos de matemáticos:
- Mentes Modernas em Corpos Antigos: Zenão, Eudoxo, Arquimedes;
- Cavalheiro, Soldado e Matemático: Descartes;
- O Príncipe dos Amadores: Fermat;
- “Grandeza e Miséria do Homem”: Pascal;
- À Beira do Mar: Newton;
- Mestre de Todas as Artes: Leibniz;
- Natureza ou Nurtura? Os Bernoullis;
- Análise Encarnada: Euler;
- Uma Pirâmide Elevada: Lagrange;
- Do Camponês ao Esnobe: Laplace;
- Amigos de um Imperador: Monge e Fourier;
- O Dia da Glória: Poncelet;
- O Príncipe dos Matemáticos: Gauss;
- Matemática e Moinhos de Vento: Cauchy;
- O Copérnico da Geometria: Lobatchewsky;
- Gênio e Pobreza: Abel;
- O Grande Algorista: Jacobi;
- Uma Tragédia Irlandesa: Hamilton;
- Gênio e Estupidez: Galois;
- Gêmeos Invariantes: Cayley e Sylvester
- Mestre e Aluno: Weierstrass e Sonja Kowalewski
- Independência Completa: Boole;
- O Homem, Não o Método: Hermite;
- O Dúvidoso: Kronecker;
- Anima Candida: Riemann;
- Aritmética em Segundo Lugar: Kummer e Dedekind;
- O Último Universalista: Poincaré;
- Paraíso Perdido? Cantor.

## Recepção
Men of Mathematics recebeu elogios gerais e algumas críticas.
O livro influenciou o vencedor do Nobel de Economia John Forbes Nash, além do matemático que demonstrou o Último Teorema de Fermat, Andrew Wiles. Julia Robinson afirmou que, apesar de matemática ser sua matéria escolar favorita, ela não sabia do que ela se tratava. Robinson considera o livro Homens da Matemática como o primeiro real contato com a matemática.
Na opinião de Ivor Grattan-Guinness, a profissão de matemático foi mal atendida pelo livro de Bell:
Talvez o livro moderno mais lido sobre a história da matemática. Sendo também um dos piores, pode-se dizer que prestou um desserviço considerável à profissão. 
Eric Bell foi criticado em 1983 por atribuir incorretamente a origem do espaço-tempo a Joseph Lagrange:
Há uma impressão geral baseada no livro amplamente lido de E.T. Bell de que Lagrange, em sua Méchanique Analytique, foi o primeiro a conectar o tempo ao espaço como uma quarta coordenada. [...] Entretanto, Lagrange não expressou esses pensamentos tão precisamente quanto Bell parece sugerir... Assim, está longe de ser certo, após consultar o texto original, se Lagrange chegou perto de formular, mesmo em sua própria mente, o conceito que lhe foi atribuído por Bell. 
Ao analisar o corpo docente que trabalhou com Harry Bateman no Caltech, Clifford Truesdell escreveu:
[Bell] era admirado por sua ficção científica e seus Homens da Matemática. Fiquei chocado quando, poucos anos depois, Walter Pitts me disse que este último não passava de uma série de cenários de Hollywood; o meu próprio estudo subsequente das fontes mostrou-me que Pitts estava certo, e agora acho que o conteúdo daquele livro ainda popular é pouco mais do que repetições animadas por mexericos desagradáveis e fantasia banal ou indecente.
Uma opinião acerca do livro foi dada por Rebecca Goldstein, doutora em filosofia pela Universidade de Princeton e pesquisadora na área de psicologia em Harvard, em seu romance 36 Argumentos para a Existência de Deus. Descrevendo a personagem Cass Seltzer, ela escreveu na página 105:
No momento, ele estava lendo "Men of Mathematics", de E.T. Bell, que era o melhor até então, embora tivesse matemática de verdade para atrasá-lo. Algumas dessas pessoas pareciam ser changelings, visitantes não humanos de alguma outra esfera, com poderes tão prodigiosos que ultrapassavam os limites da psicologia do desenvolvimento, balbuciando profundezas enquanto outras crianças brincavam com os dedos dos pés.
O físico teórico e matemático inglês Freeman Dyson  considerou o seu encontro com o livro um dos momentos decisivos no início da sua carreira, notando a sua capacidade de apresentar matemáticos famosos, não como santos, mas como indivíduos imperfeitos de qualidades mistas que, no entanto, realizaram grandes feitos matemáticos.
Em 2017, o matemático britânico Ian Stewart publicou o livro Significant figures em resposta a Homens da Matemática, adotando a diversidade ao escolher contar 25 vidas de matemáticos. Nesse livro, há histórias de mais mulheres, um chinês, um egípcio, dois indianos e apenas um grego antigo, além das figuras previsíveis, como Newton, Gauss e Fermat.